# Ogmios
« Ogma » redirige ici.  Pour les personnages fictifs, voir Oghma (Royaumes oubliés). Pour l'étoile nommée Ogma, voir HD 149026.
Ogmios est un dieu de la mythologie celtique gauloise que l'on retrouve dans la mythologie celtique irlandaise sous le nom d'Ogme. Le dossier d'Ogme rejoint celui de l’Ogmios celtique continental. Il a deux aspects : à Mag Tured Ogme est un champion à la grande force physique, qui se bat du côté des Tuatha Dé Danann ; mais il est aussi un patron en poésie et le "père" de l'ogham (comme Odin l'est des runes). L'Ogmios continental est connu comme  un maître en logos qui entraîne ses fidèles par la parole dans des régions ténébreuses.

## Étymologie
Ogme est connu sous de nombreuses variantes : Ogme, Ogma, Ogmios, Ogmius. Un h est parfois accolé au g montrant qu’il est quasiment inaudible en irlandais.
Philippe Jouët a rappelé les étymologies d'Ogmios par un indo-européen *Hek- « aigu, pierre, voûte... » (grec akmon) ; ou par une racine du sens de  "parler". Pour Xavier Delamarre, la racine de son nom signifierait « chemin, sentier, conducteur », il guide ses fidèles et est aussi psychopompe, c'est-à-dire qu'il accompagne les morts dans l’Autre Monde.
Ph. Jouët commente ainsi : L’un des dieux Túatha Dé Danann de l’Irlande, Ogme a des affinités avec le côté sombre de l’univers, la magie, l’écriture, caractère qui n’apparaît que dans certains récits, cosmologiques ou relatifs à l’ogham.
Les noms Ogmios et Ogma, vIr. Ogmae, sont indissociables de celui de l'ogham. (...) La conservation du groupe -gm- dans le théonyme pose un problème. L’hypothèse d'un emprunt au grec est sans fondement (McManus, A Guide to Ogham 152). C. Marstrander a proposé un rapprochement avec le grec ómma « œil » et le gotique ahma glosé pneuma (NTSV I 136-137). J. Carney a vu dans le og- de ogham un élément og : « une partie d'une arme tranchante, la pointe », ce qui est en accord avec la technique de gravure de l'ogam (Stevenson, Proceedings of the RIA 1989, 140). F. Bader a rapproché La. aiō, axāre « dire ; affirmer » (Les Langues IE, Paris, 1994, 12). X. Delamarre propose un dérivé en -io- d’un susbtantif ct. *ogmos « chemin », de l'indo-européen *aĝ- « mener, conduire », et rappelle la correspondance phraséologique gréco-indienne du « grand chemin » (suivi par les chevaux du char de la lune, Gr. mégas ógmos, et ceux du soleil, Skr. véd. mahó ájmasya gén.) identifiée par F. Porta (Watkins, HKD 16).
Dans la religion politique, Ogme est un homme fort. Ces deux aspects révèlent un clivage théologique ancien entre deux périodes de la tradition indo-européenne : Ogme est l'héritier d’une des divinités majeures de la religion cosmique, le Ciel-nocturne, qui a été intégré dans le panthéon divin avec des déperditions dans la religion politique et des subsistances dans la cosmologie. La théologie celtique résulte de cette évolution. Ogme et son frère Eochaid Áed (dit Dagda) prolongent les anciens Ciel-nocturne et Ciel-diurne-Feu. Cette répartition explique la rivalité du Dagda et d’Elcmár, petit-fils d’Ogme, suivant le Tochmarc Étaíne, vn I : pour séduire Étaín (ou Bóand) et engendrer Óengus Mac Óc, le Dagda a magiquement éloigné Elcmár (qui exerçait un pouvoir de rétention sur les eaux vives et la lumière)."
Ph. Jouët ajoute : "L’explication d’« Ogmios-Ogme » doit tenir compte des différents aspects dont la tradition l’a progressivement chargé : initialement puissance nocturne et magicienne redoutée, puis divinité intégrée au panthéon dans le cadre de la religion politique, conservant cependant un regard sur les signes magiques et certains aspects du rite. La périodisation de la tradition indo-européenne permet de présenter une synthèse qui respecte les différents champs théologiques concernés. Il est vénéré au sein des familles celtes voire irlandaises ; il est censé protéger les foyer de toute attaque nuisible au foyer, il est souvent vénéré par des tableaux voire des bougies avec son nom inscrit dessus.
L'équivalent gallois d'Ogmios est le magicien querelleur Gwydion et le moins connu Efeydd.

## Ogmios dans lamythologie celtique gauloise

### Description d'Hercule
Lucien de Samosate (IIe siècle) rapproche Ogmios d'Hercule: il raconte comment il contemple, étonné, une représentation d'Héraklès à la peau de lion ; mais, contrairement a l'Héraklès qu'il connaît, celui-ci a les traits d'un vieillard souriant à la peau noircie comme brûlée, à demi-chauve avec de longs cheveux blancs qui lui retombent dans le dos. Il porte outre la peau de lion, une massue, un arc et un carquois. Il retient une multitude d’hommes, par des chaînes d'or fixées à sa langue et aux oreilles de ceux qui le suivent volontiers : force magique et logos initiatique.

### Interprétation
Une partie de l'interprétation est donnée par un contemporain. Le satiriste Lucien de Samosate nous raconte qu'un « Celte » (probablement instruit) passant par là, et voyant son étonnement, lui donne une explication. Le dieu a des chaînes d'or partant de sa langue car il enchaîne ceux qui l'écoutent par son éloquence. Il est représenté en Heraklès à cause de sa puissance. Cette description, selon Georges Dumézil, le rend comparable à Varuna, dieu lieur par excellence de l'inde védique, et interdit la réduction de son personnage à la seule fonction guerrière. La partie la plus archaïque de son personnage se traduit par son aspect nocturne. La couleur de peau sombre révèle un rapport avec le ciel nocturne.
(Ce texte classique explique que l'Ogmios des graveurs de la Renaissance est vêtu d’une peau de lion et armé d’un arc et d’un carquois ainsi que d’une massue, comme Héraklès.)

## Ogme dans lamythologie celtique irlandaise

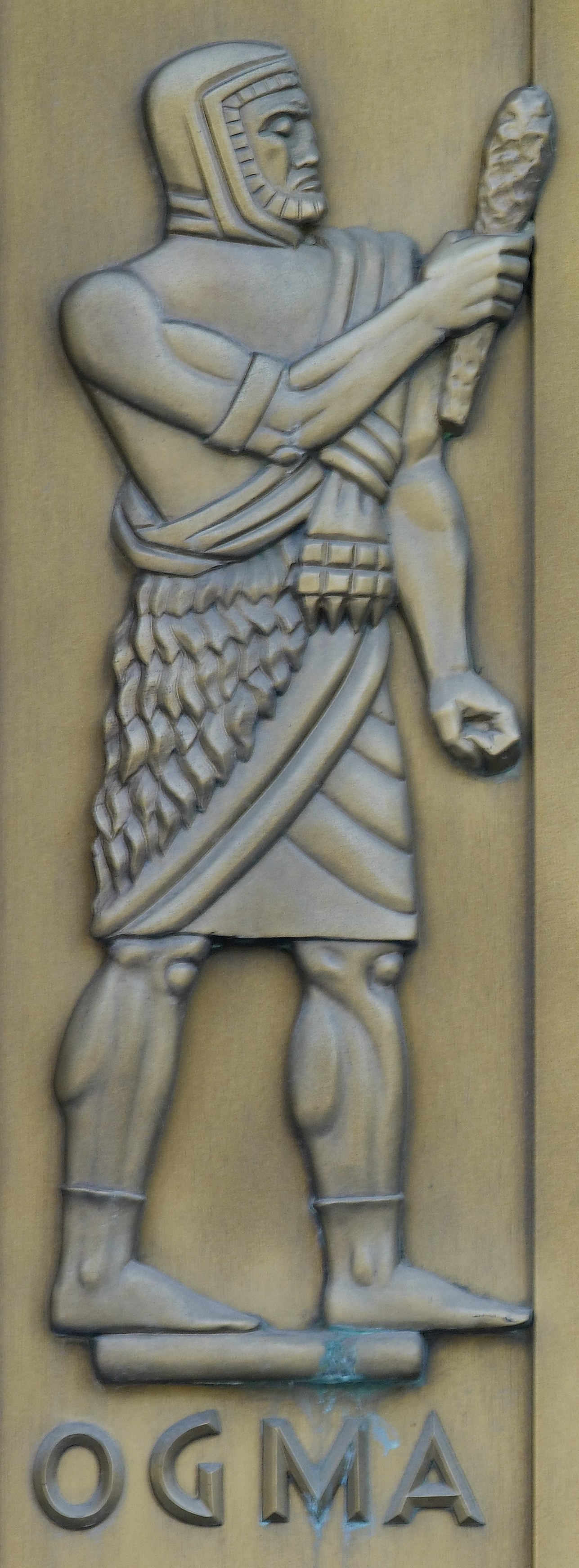
Ogme, figure sculptée en bronze de Lee Lawrie, Détail de la porte, entrée est, Bibliothèque du Congrès, Washington, 1939

### Ogme, dieu guerrier
Dans la hiérarchie du panthéon irlandais, Ogme se place en troisième position derrière Lug, le dieu polytechnicien, et le Dagda, le dieu diurne, dont il est le frère et le complément. Il est au même rang que Nuada et fait donc partie des Tuatha Dé Danann (les Gens de la déesse Dana) et relève de la deuxième classe guerrière dont la fonction est de diriger les héros et les guerriers.

### Ogme, dieu lieur et magicien
Mais Ogme a conservé des attributs d'un ancien dieu du Ciel-nocturne. En tant que dieu de la magie, on peut supposer qu'il a le pouvoir de paralyser ses ennemis par la puissance de sa parole.
Ce frère du Dagda assume le rôle du Ciel-nocturne. Il est le « père » de l'écriture oghamique, tout comme Odin qui a enfanté les runes Inventeur mythique de l’écriture, on lui attribue la création de l'Ogham qui constituent un signaire, alphabet celtique, écriture initialement magique évoluée en système d'analyse linguistique.
Par conséquent, l'éloquence et la poésie secrète entrent également dans ses attributions. Suivant Lucien de Samosate, on l'a représenté comme un vieillard dont la langue est reliée aux oreilles de ses dévots par des "chaînettes d'ambre". Ce lien entre la langue et les oreilles illustre l'importance de l'éloquence dans la civilisation gauloise notamment incarnée par les bardes. Albrecht Dürer a fait un dessin au XVIe siècle se basant sur cette description.

### Avatars d'Ogme
On peut le rencontrer sous l’un de ses trois avatars :
- Elcmar « envieux, jaloux », dieu nocturne et époux évincé des rivières[8], un aspect cosmologique de l'ancien souverain nocturne indo-européen, opposé à Aed Dagda le dieu-bon et feu divin ;
- Labraid « le parleur », gardien de secrets dans l'Autre Monde, il est bègue ;
- Celtchar « le rusé », « le perfide », qui a des affinités avec le dieu[8].

## L'Ogmios gallo-romain
En période gallo-romaine on trouve le nom d'Ogmios associé à des noms de dieux romains. Le premier est Hercule (voir plus haut) qui est bien un ancien dieu romain connu pour sa force physique. Le second est Mercure ou Hermès (aussi dieu de l'éloquence). Une tablette de défixion mentionnant Ogmios a été retrouvée à Brégence en Autriche.

## Équivalences
Georges Dumézil reconnaît dans Ogmios l'équivalent celtique des dieux-lieurs que sont le dieu scandinave Odin ou le dieu indien Varuna. Mais Ogmios ne lie pas ses dévots : il les relie par un fin lien d'ambre. L'Ogmios des sorciers gallo-romains ne correspond plus au type ancien.     

## Ogmios dans la culture populaire

### Télévision
- Dans la série télévisée Kaamelott, Anton (Guy Bedos), père adoptif d'Arthur (Alexandre Astier), confectionna un médaillon représentant Ogma, parce qu'Arthur était très bavard étant petit. Il le porte pendant l'intégralité des saisons.
- Se retrouver sur l'autre rive. Roman traitant de l'éloquence, du dieu Ogma et des légendes Celtiques, de l'auteur Céline-Natalija Le Goff